# Corrhenodes gracilis
Corrhenodes gracilis är en skalbaggsart som beskrevs av Stefan von Breuning 1942. Corrhenodes gracilis ingår i släktet Corrhenodes och familjen långhorningar. Inga underarter finns listade i Catalogue of Life.